# Trapezio
In geometria, un trapezio è un quadrilatero con due lati paralleli.

## Caratteristiche

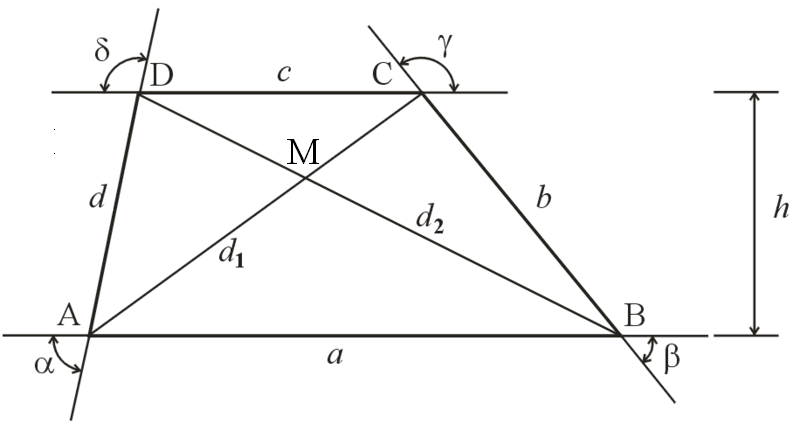
Trapezio

Facendo riferimento alla figura a fianco del teorema, i due lati paralleli {\displaystyle a} e {\displaystyle c} sono detti basi del trapezio, rispettivamente base maggiore e base minore, mentre gli altri due lati, {\displaystyle b} e {\displaystyle d}, sono detti lati obliqui del trapezio.
La distanza {\displaystyle h} fra i due lati paralleli, lunghezza di ogni segmento ortogonale che collega le basi o i loro prolungamenti, fornisce l'altezza del trapezio.
Nel caso particolare in cui anche i due lati obliqui siano paralleli tra loro si ha un parallelogramma. Se poi gli angoli sono retti si ha un rettangolo; se, invece, i lati hanno tutti la stessa lunghezza si ha un rombo; se ha entrambe queste caratteristiche si ha un quadrato. Tutte queste figure sono trapezi, poiché hanno una coppia di lati paralleli.
Se i lati obliqui non sono paralleli, essi, prolungati, si incontrano in un punto, si forma così un triangolo contenente il trapezio di partenza: questo è unico ed è il più piccolo triangolo circoscritto al trapezio che contiene il trapezio stesso.

## Proprietà
1. Un quadrilatero è un trapezio se e solo se i due angoli adiacenti ad un lato obliquo sono supplementari, cioè la loro somma equivale ad un angolo piatto, cioè di 180°. In questo caso anche i due angoli rimanenti sono supplementari, poiché la somma degli angoli interni di un quadrilatero è un angolo giro, 360°. Tradotto in formule:
{\displaystyle \alpha +\delta =180^{\circ };}
{\displaystyle \beta +\gamma =180^{\circ }.}
2. Consideriamo il quadrilatero {\displaystyle ABCD} e denotiamo con {\displaystyle AB} e {\displaystyle DC} i suoi lati paralleli; denotiamo inoltre con {\displaystyle M} il punto in cui si intersecano le due diagonali {\displaystyle AC} e {\displaystyle DB}. Tale quadrilatero è un trapezio se e solo se
{\displaystyle {\overline {AM}}:{\overline {CM}}={\overline {BM}}:{\overline {DM}},}
o equivalentemente se e solo se i triangoli {\displaystyle ABM} e {\displaystyle CDM} sono simili.

## Area del trapezio

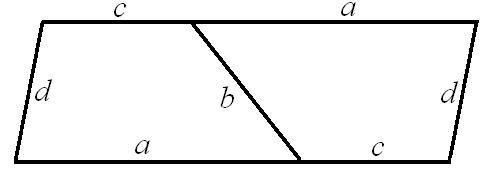
Spiegazione della formula dell'area

L'area {\displaystyle A} del trapezio è la somma delle basi per l'altezza diviso due; in formule:
{\displaystyle A={\frac {(a+c)h}{2}}.}
Tale formula può essere spiegata se si fa riferimento alla figura a fianco: se al trapezio originario si affianca un altro trapezio ad esso congruente ottenuto tramite una rotazione di un angolo piatto, si nota che la figura così ottenuta è un parallelogramma la cui area è data dal prodotto della somma delle basi per l'altezza. Poiché essa è il doppio di quella voluta, ossia di quella del trapezio, ne va presa la metà.
Tale formula può essere intesa anche come la semisomma (o media) delle basi moltiplicata per l'altezza.

## Classificazione dei trapezi
Si definisce trapezio rettangolo un trapezio nel quale i due angoli adiacenti ad un lato obliquo sono angoli congruenti e quindi retti, poiché sono supplementari. Un trapezio, dunque, è rettangolo se e solo se ha un lato obliquo perpendicolare alle basi.
Si definisce trapezio isoscele un trapezio nel quale i due angoli adiacenti ad una base siano congruenti. Di conseguenza i lati obliqui sono anch'essi congruenti.
Si definisce trapezio ottusangolo un trapezio che presenta un angolo ottuso adiacente alla base di lunghezza maggiore. Un trapezio è ottusangolo se e solo se il corrispondente triangolo circoscritto è un triangolo ottusangolo. Un trapezio ottusangolo non può essere isoscele ma può essere scaleno.
Si definisce trapezio scaleno un trapezio con tutti i lati di diversa lunghezza e tutti gli angoli di diversa ampiezza. Può essere visto come l'intersezione di un rettangolo con un triangolo scaleno. Alcune fonti definiscono il trapezio scaleno richiedendo solamente che i lati obliqui siano diversi fra loro, senza richiedere la diversità degli angoli.

## Trapezio e trapezoide
Talvolta viene impropriamente usato il termine trapezoide al posto di trapezio: tale uso improprio sembra derivare dal fatto che negli Stati Uniti e in Canada il trapezio viene chiamato trapezoid (a differenza della Gran Bretagna dove viene chiamato trapezium).
Il termine appropriato è invece trapezio: infatti in italiano con trapezoide si intende, più genericamente, un semplice quadrilatero.
Con il termine trapezoide si intende anche un trapezio il cui lato obliquo è una curva; è utilizzato nelle funzioni.